# Шмель-кукушка лесной
Шмель-кукушка лесной (Bombus sylvestris) — вид шмелей-кукушек из семейства настоящих пчёл. Палеарктика.

## Описание
Длина тела около 15 мм. Хоботок короткий. На последней паре ног отсутствует типичный для шмелей аппарат для сбора пыльцы, который необходим, чтобы прокормить личинок. Клептопаразит у Bombus pratorum, Bombus jonellus, Bombus soroeensis и других видов. Собственных гнёзд не строит, яйца и личинки развиваются в гнёздах других видов шмелей. Занесён в Красную книгу Новосибирской области, Красную книгу Омской области, Красную книгу Воронежской области.